# Schnellkraft
Mit Schnellkraft bezeichnet man die Fähigkeit des neuromuskulären Systems, in der zur Verfügung stehenden Zeit einen möglichst großen Impuls zu erzeugen, physikalisch ausgedrückt also einen möglichst großen Kraftstoß.
Es können drei Definitionen von Schnellkraft unterschieden werden. Dabei wird grundlegend unterschieden in:
- Schnellkraft, die das Ziel hat, einem Gegenstand eine hohe Endgeschwindigkeit zu geben (Bewegungen über 300 ms).
- Schnellkraft, die das Ziel hat, eine Bewegung in möglichst kurzer Zeit auszuführen (Bewegungen unterhalb 250 ms) – diese ist ein Teil der Reaktivkraft
- Schnellkraft, die das Ziel hat, eine Schlag-/Stoßbewegung in möglichst kurzer Zeit auszuführen, ohne ein Teil der Reaktivkraft zu sein, z. B. beim Karate oder Boxen[2]

Weiterhin muss man zwischen azyklischen (einmaligen) (Ballsportarten, Wurfsportarten, Kampfsportarten) und zyklischen (mehrfachen) Bewegungen unterscheiden, z. B. Sprinten, Schwimmen in Kurzdistanzen. Viele Sportarten beruhen auf einer Kombination beider Bewegungsarten (Weitsprung, Hochsprung, Hürdenlauf usw.).

## Entwickeln der Schnellkraft
Um Schnellkraft zu entwickeln, werden Übungen bei mittleren Gewichten und etwa 8 bis 15 Wiederholungen empfohlen. Die Bewegungsphase gegen den Widerstand soll dabei so schnell und intensiv wie möglich, die Rückbewegung langsam und fließend über etwa 2 Sekunden erfolgen. Übungen für den unteren Rücken, die Rotatorenmanschette und die Bauchmuskulatur sollten wegen Verletzungsgefahr niemals schnell und explosiv ausgeführt werden. Im Kampfsport bewirkt der Versuch, die maximale Wirkung mit einem Schlag zu erzielen, eine größere Schnelligkeit, als der Versuch, eine maximale Schnelligkeit zu erzielen.